# Jega
Jega è una città della Repubblica Federale della Nigeria appartenente allo Stato di Kebbi. È capoluogo dell'omonima area a governo locale (local government area) che si estende su una superficie di 891 km² e conta una popolazione di 193.352 abitanti.